# 醢刑
醢刑，一作酼刑，也称菹醢，是中國古代的酷刑之一，指將是把犯人殺死後，把屍體剁成醢（即肉醬）。相傳這種刑罰是由商紂王所創，用以對付九侯。但也有對於活人使用者。

## 著名受刑人
- 伯邑考：西伯之子，被商紂王所殺；死後，屍體處以醢刑。
- 仇侯：殷商時諸侯，又稱「九侯」或「鬼侯」，商纣王三公之一，據說他覺得其女兒很美，於是送入紂王宮中當妃子，但紂王卻覺得她很醜，殺了仇侯，還把他的屍體處以醢刑[2]。
- 南宮萬：春秋時期宋國政治人物，因兵變殺死宋閔公，被宋人醢之。
- 子路：孔子弟子，衛後莊公與其子衛出公爭位，挾持孔悝，子路為了救孔悝而與衛後莊公的家臣戰鬥，戰死。屍首處以醢刑[3]。
- 子之，燕國相國，受燕王噲之禪讓，公元前314年，齊國攻擊燕國，子之出逃，被齊軍俘虜，被處以醢刑（剁成肉醬）。
- 彭越：汉高祖时梁王，消滅異姓王風潮中被流放，他向呂后求情，呂后卻將他斬首，屍首處以醢刑。
- 兰京：北齐文襄帝高澄的厨师，谋杀高澄，被处以醢刑。
- 来俊臣：武周大臣，被武曌處死，屍體處以醢刑。
- 张钧：金熙宗時文字狱受害者[4]。
- 张德成：清末天津义和团首领，因勒索盐商，被对方擒住，斫為肉醬。